# Liaison pivot
Une articulation simple ou liaison par pivot ,, est une liaison cinématique à un seul degré de liberté fréquemment utilisée dans les mécanismes et les machines. L'articulation contraint (en) le mouvement de deux corps à une rotation pure le long d'un axe commun. L'articulation ne permet pas de translation (mouvement linéaire de glissement), contrainte non représentée sur le schéma.
Ces liaisons sont utilisées dans de nombreux assemblages de plusieurs corps mobiles, mécanismes et autres dispositifs de rotation uni-axiaux, telles les charnières de porte.

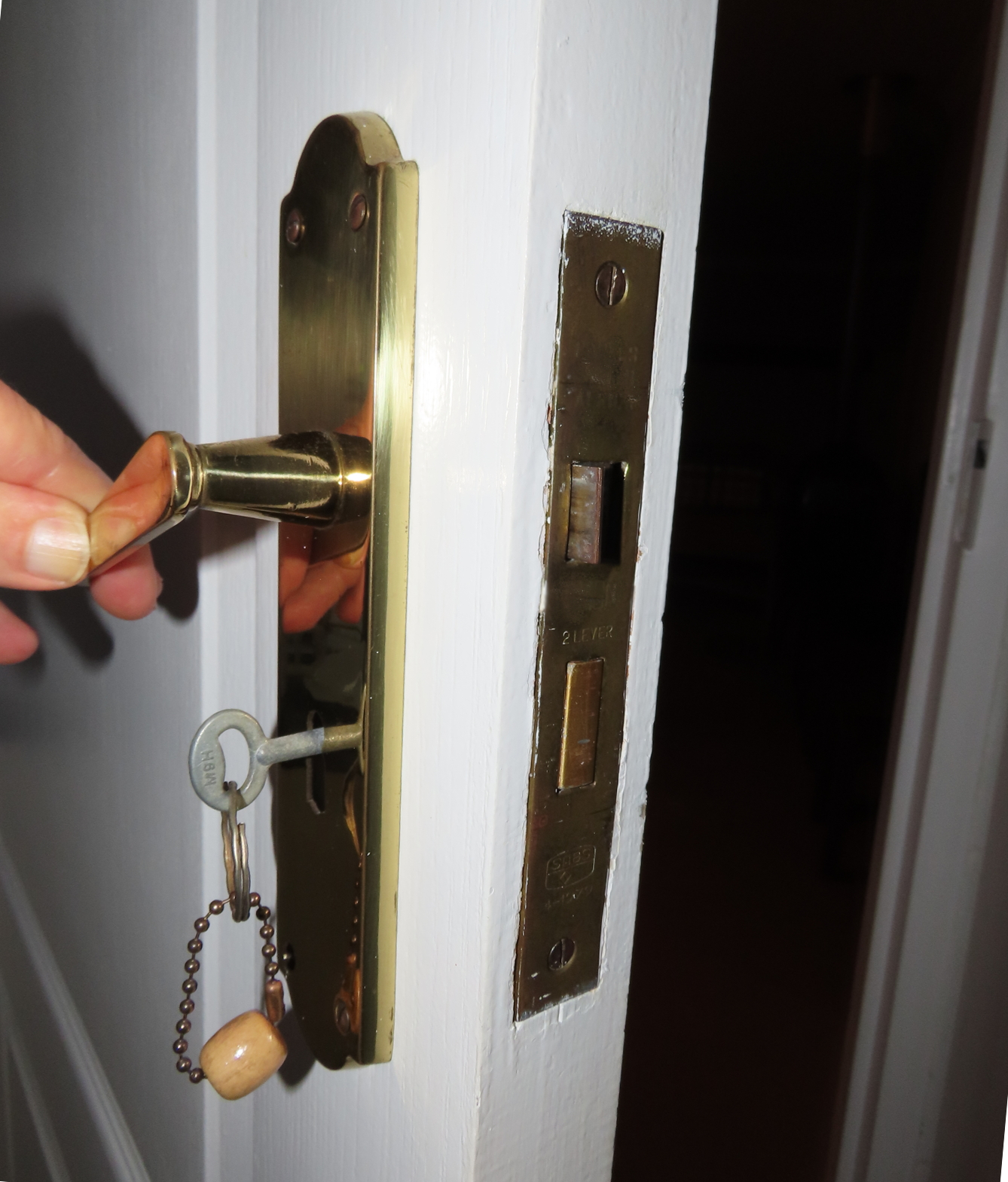
La poignée de porte fait tourner une « liaison par pivot » interne pour rétracter ou libérer le pêne du loquet à ressort.

Une liaison par pivot est généralement réalisée par une goupille (d'où l'expression pin joint en anglais) ou une genouillère, via un palier rotatif. Il impose une zone de contact cylindrique, ce qui en fait un couple cinématique inférieur, également appelé joint complet (full joint). Cependant, s'il y a un jeu entre la goupille et le trou (comme il doit y en avoir pour le mouvement), ce que l'on appelle le contact de surface dans le liaison par pivot devient en fait un contact linéaire.

Assemblage d'une liaison pivot assurée par des roulements à billes et vocabulaire associé.

Le contact entre les surfaces cylindriques intérieure et extérieure est généralement supposé sans frottement, mais un modèle simplifié plus précis de cette liaison suppose un amortissement visqueux (en) linéaire sous la forme {\displaystyle T=B\,\omega }, où T est le couple de frottement (en), ω est la vitesse angulaire relative et B est la constante de frottement. Certains modèles plus complexes prennent en compte le frottement et l’effet stribeck.